# Анжелика и султан
«Анжелика и султан» (фр. Angélique et le sultan) — приключенческий художественный фильм, поставленный режиссёром Бернаром Бордери по мотивам второй половины романа «Неукротимая Анжелика» из многотомной саги об Анжелике за авторством Анн и Серж Голон.

## Сюжет
Жоффрей де Пейрак (Рескатор) догоняет корабль пирата д’Эскренвиля, похитившего его жену Анжелику, и берёт его на абордаж. Но Анжелики на корабле не оказывается. Помощник капитана сознаётся, что они продали Анжелику работорговцу Меццо-Морте, поставщику султана Мекнеса — Мулай Исмаил Эль-Рашида. Пейрак решается на отчаянный шаг — остаётся один в шлюпке, которую вскоре подбирает арабская галера. Капитан сажает Пейрака на вёсла, а прибыв в Алжир, отправляет его в тюрьму для рабов-христиан. Верный Пейраку тюремщик расковывает заключённых, преследуемый по пятам стражниками он находит убежище в турецком посольстве.
Меццо-Морте передаёт Анжелику смотрителю гарема султана — Осману Фераджи. Многочисленный караван переходит пустыню. Фераджи показывает султану свои покупки и главный сюрприз — английского жеребца. Он пытается уговорить Анжелику добровольно подчиниться султану, но та отказывается. Фераджи помещает её в гарем для отвергнутых султаном женщин. Во время казни одной из женщин Анжелика выдаёт себя перед жёнами султана, главная жена султана Лейла Айша потрясена её красотой.
Султан Мулай Исмаил Эль-Рашид отдаёт христианского пленника Колена Патюреля на съедение тигру, но зверь не трогает храбреца. Тот рассказывает султану свой секрет, но возмущённый наглостью раба султан хочет отрубить тому голову. Крик Анжелики не даёт султану казнить Патюреля. Султан замечает Анжелику и приказывает перевести её в свой гарем. Этим же вечером он пытается овладеть Анжеликой, но та плюёт ему в лицо, за что её подвергают наказанию плетьми.
Наутро стража султана задерживает немого оборванца, у которого случайно лопается мешок, набитый золотом. Немой показывает, что он взял его в двух днях пути отсюда. Султан собирает отряд, оборванец приводит мусульман в пещеру, где их дожидается Рескатор-де Пейрак. Он предлагает султану обменять секрет выплавки золота из руды на Анжелику. Султан соглашается.
Ночью Колен Патюрель пробирается в гарем султана и едва успевает спасти Анжелику от ножа ревнивой Лейлы Айши. Она соглашается снабдить беглецов всем необходимым для пути через пустыню. Патюрель, Анжелика и де Ватевилль, французский аристократ, ставший рабом, движутся через пески и горы к морю, где их ждёт корабль. Разгневанный бегством Анжелики и потерей лица перед Рескатором, султан жестоко казнит Османа Фераджи но Рескатор его останавливает. Всадники султана пускаются в погоню за беглецами и настигают их у берега моря. Анжелика просит Патюреля застрелить её, но стражники успевают пристрелить колеблющегося Патюреля. Анжелика лишается чувств и приходит в себя рядом с мужем на борту его корабля.

## В ролях
- Мишель Мерсье — Анжелика Сансе де Монтелу;
- Робер Оссейн — Жоффрей де Пейрак;
- Али Бен Айед — султан Мекнеса Мулай Исмаил Эль-Рашид;
- Жан-Клод Паскаль — Осман Ферраджи;
- Хельмут Шнайдер — Колен Патюрель;
- Роже Пиго — маркиз д’Эскренвиль;
- Этторе Манни — Язон;
- Анри Коган — Симон Болбек;
- Эрно Криса — турецкий посол;
- Жак Санти — граф де Ватевилль;
- Вильма Линдамар — Лейла Айша, главная жена султана;
- Самия Сали — наперсница Лейлы Айши;
- Маня Голец — пленная европейская девушка в гареме;
- Бруно Дитрих — Кориано;
- Паскуале Мартино — Савари;
- Артуро Доминичи — Меццо-Морте.

## Съёмочная группа
- Режиссёр: Бернар Бордери;
- Продюсеры: Франсуа Шавен, Франсис Кон, Раймон Бордери;
- Сценаристы: Бернар Бордери, Франсис Кон, Паскаль Жарден, Луи Аготэ;
- Композитор: Мишель Мань;
- Оператор: Анри Персен;
- Художник по костюмам: Розин Деламар;
- Художник по декорациям: Рене Мулаэр.

## Производство
Многие сцены фильма были сняты в Тунисе.
- Сиди-Бу-Саид, дворец барона Рудольфа д'Эрланже
- Монастир, Рибат
- Эль-Джем, амфитеатр
- панорама Ла-Марса

## Премьеры
Премьера фильма состоялась в Италии 13 марта 1968 года, в Дании — 29 июля, в ФРГ — 9 августа, в Финляндии — 30 августа, в Швеции — 9 сентября, в Турции — в феврале 1969 года.